# كلارنس جونز
كلارنس جونز (بالإنجليزية: Clarence Jones)‏ هو لاعب كرة قاعدة أمريكي، ولد في 7 نوفمبر 1941 في مقاطعة مسكنغم في الولايات المتحدة.

## وصلات خارجية
- كلارنس جونز على موقع الدوري الياباني لكرة القاعدة (الإنجليزية)
- كلارنس جونز على موقعبيزبول رفرنس.كوم (الدوري الرئيسي) (الإنجليزية)
- كلارنس جونز على موقعبيزبول رفرنس.كوم (الدوري الثانوي) (الإنجليزية)
- كلارنس جونز على موقع إي إس بي إن.كوم (أم.أل.بي) (الإنجليزية)
- كلارنس جونز على موقع مشجعي الرسوم البيانية (الإنجليزية)